# Vaulruz
Vaulruz är en ort och kommun i distriktet Gruyère i kantonen Fribourg, Schweiz. Kommunen hade 1 128 invånare (2023).